# ベッドタイム・ストーリー
『ベッドタイム・ストーリー』（原題：Bedtime Stories）は、2008年のアメリカ映画。

## ストーリー
姉ウェンディの子供たち（ボビー、パトリック）を預かることになったスキーター。その晩、子供たちに自分を主人公にした思いつきの物語を語り始める。しかし、子供たちは物語に夢中になり、自分勝手に話を進めてしまう。そして、子供たちが昨晩語った物語が現実となって、スキーターに降りかかり、大事件を引き起こすことになる。

## キャスト
- スキーター・ブロンソン：アダム・サンドラー（森川智之）
- ジル：ケリー・ラッセル（若村麻由美）
- ケンドル・ダンカン：ガイ・ピアース（山路和弘）
- ミッキー：ラッセル・ブランド（佐藤せつじ）
- バリー・ノッティンガム：リチャード・グリフィス（池水通洋）
- マーティ・ブロンソン、ナレーター：ジョナサン・プライス（角野卓造）
- ウェンディ：コートニー・コックス（山像かおり）
- アスペン：ルーシー・ローレス（よのひかり）
- バイオレット・ノッティンガム：テリーサ・パーマー（小林沙苗）
- ボビー：ローラ・アン・ケスリング（諸星すみれ）
- パトリック：ジョナサン・モーガン・ハイト（吉永拓斗）
- エンジニア：ニック・スウォードソン
- ディクソン夫人：キャスリン・ジューステン
- フェラーリ・ガイ：アレン・コヴァート
- ドナ・ハインド：アイシャ・タイラー  (朴璐美)
- インディアンの酋長/強盗：ロブ・シュナイダー（岩崎ひろし） ※クレジット表記なし
- トリーシャ・スパークス：（菅野真衣）
- 役名不明（小林翼、竹口安芸子、半場友恵、永田亮子、細野雅世、杉野博臣、多田野曜平、丸山壮史、船木真人、長谷瞳、斉藤貴美子、須部和佳奈、川庄美雪、千々和竜策、御園行洋、松田健一郎、東條加那子、安永亜季、鈴森勘司、佐藤健輔）

## テレビ放送
- 2016年8月15日に、テレビ東京の『午後のロードショー』で地上波初放送された[2]（二ヶ国語放送 / 文字多重放送）。